# عشبية حليزنية لوسيتينية
عشبية حليزنية لوسيتينية (الاسم العلمي: Herbaspirillum lusitanum) هي نوع من البكتيريا، سلبية الغرام، تتبع جنس عشبية حليزنية.